# Günzburg
Günzburg là thủ phủ của huyện Günzburg thuộc bang Bayern.

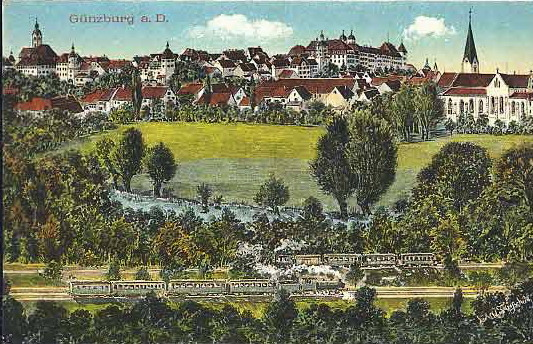
Günzburg vào năm 1918
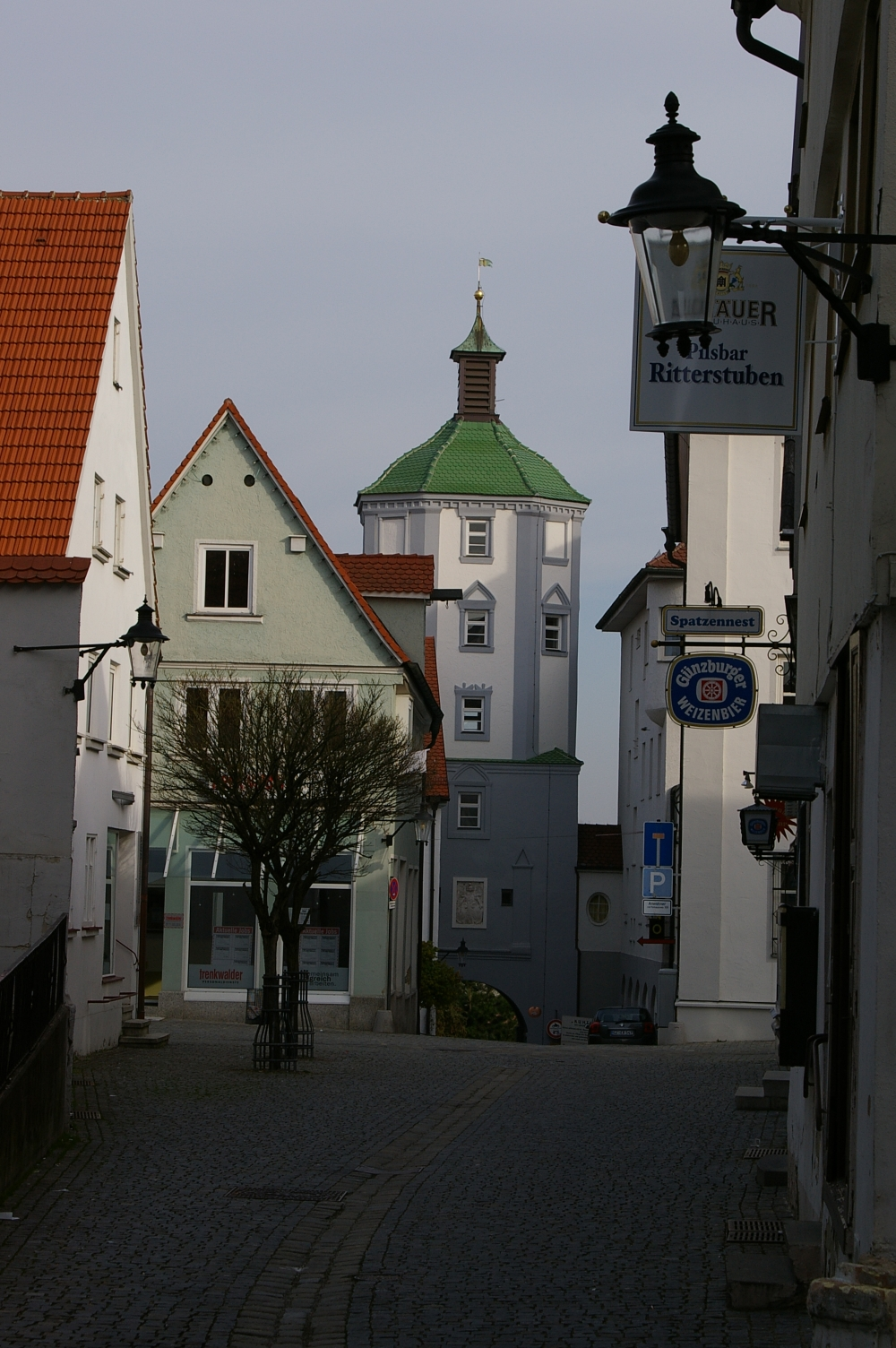
Tháp bò
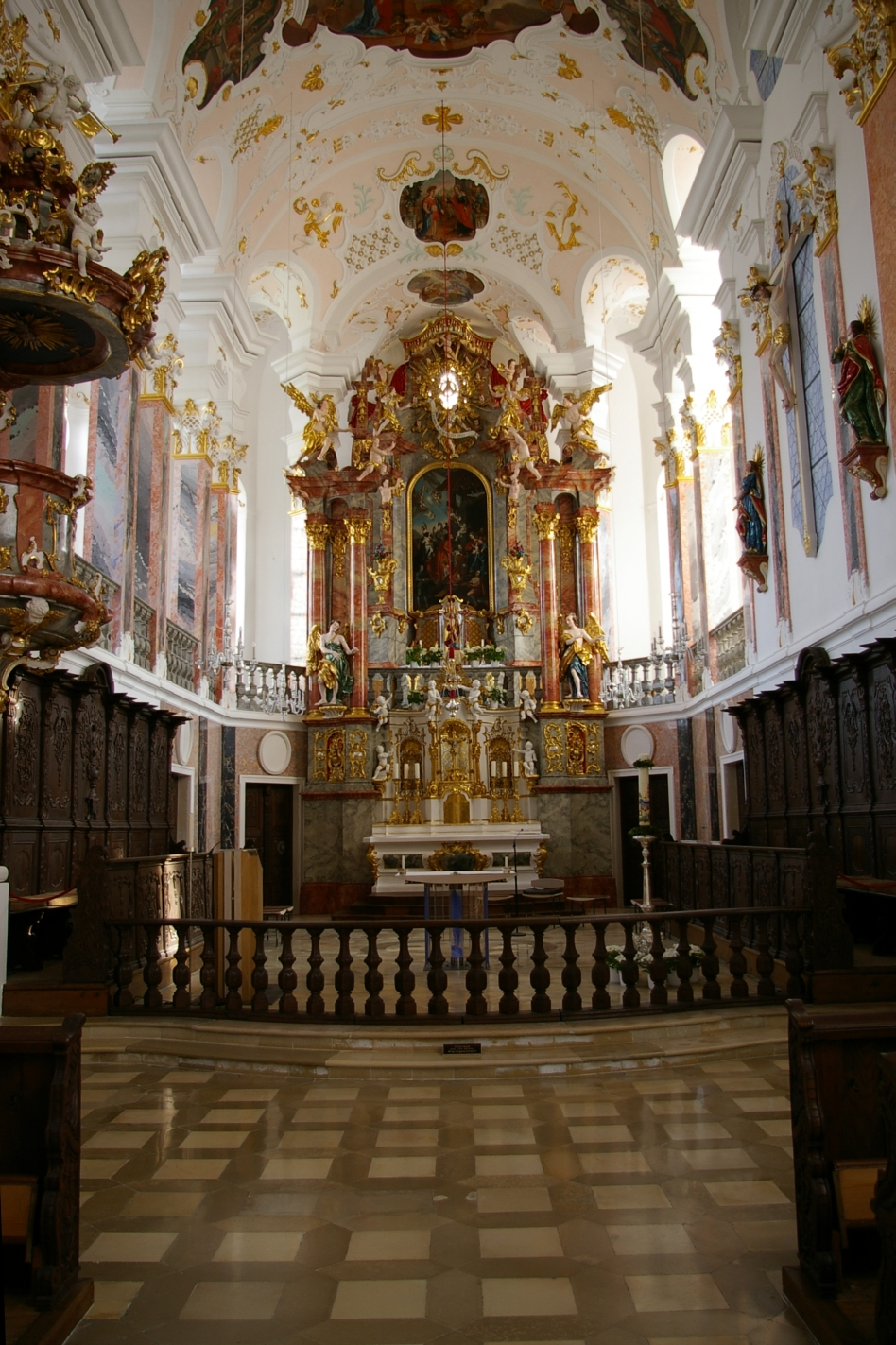
Altar at the Frauenkirche
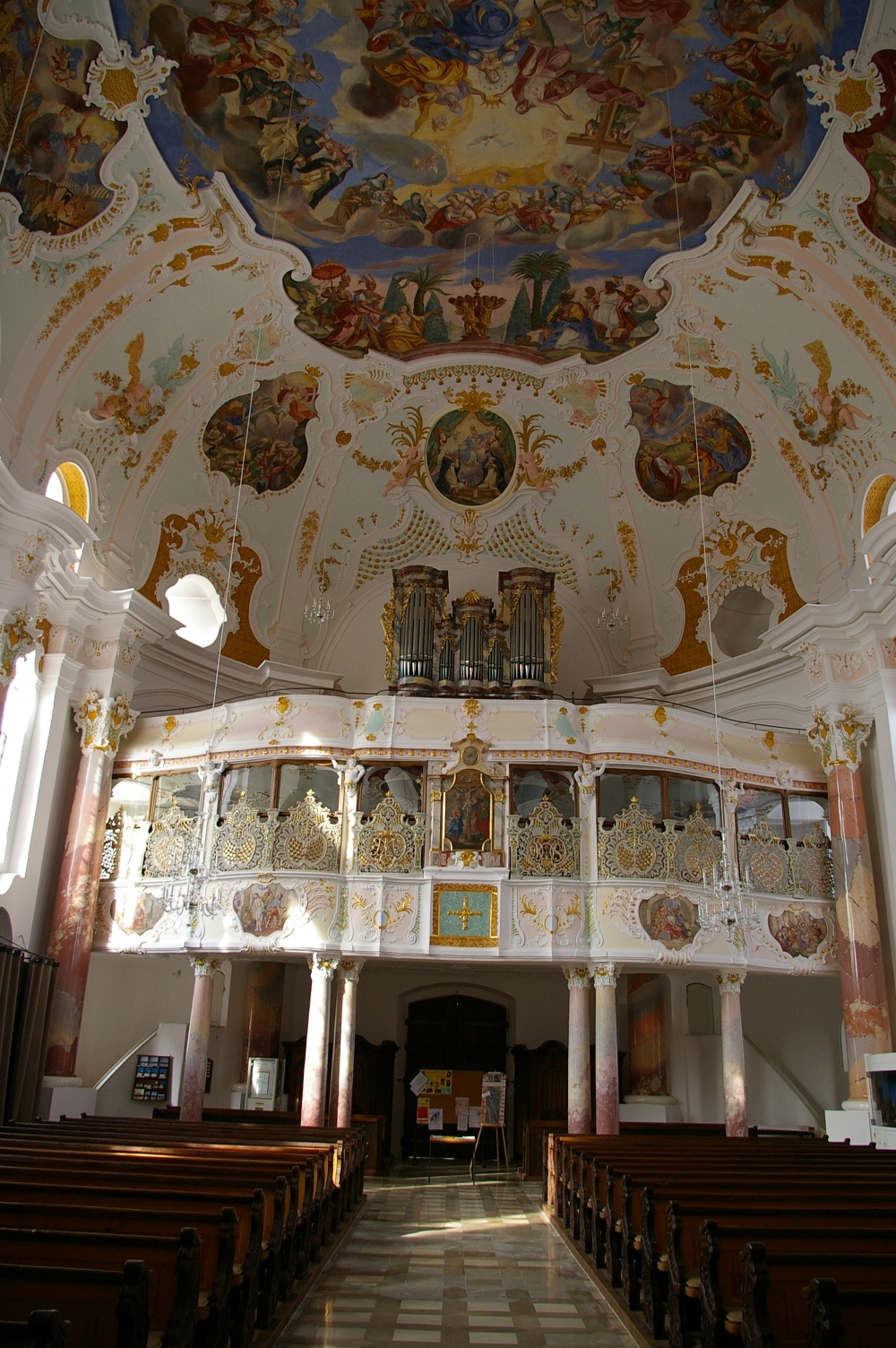
Deck and choir at the Frauenkirche